# Cheeseburger

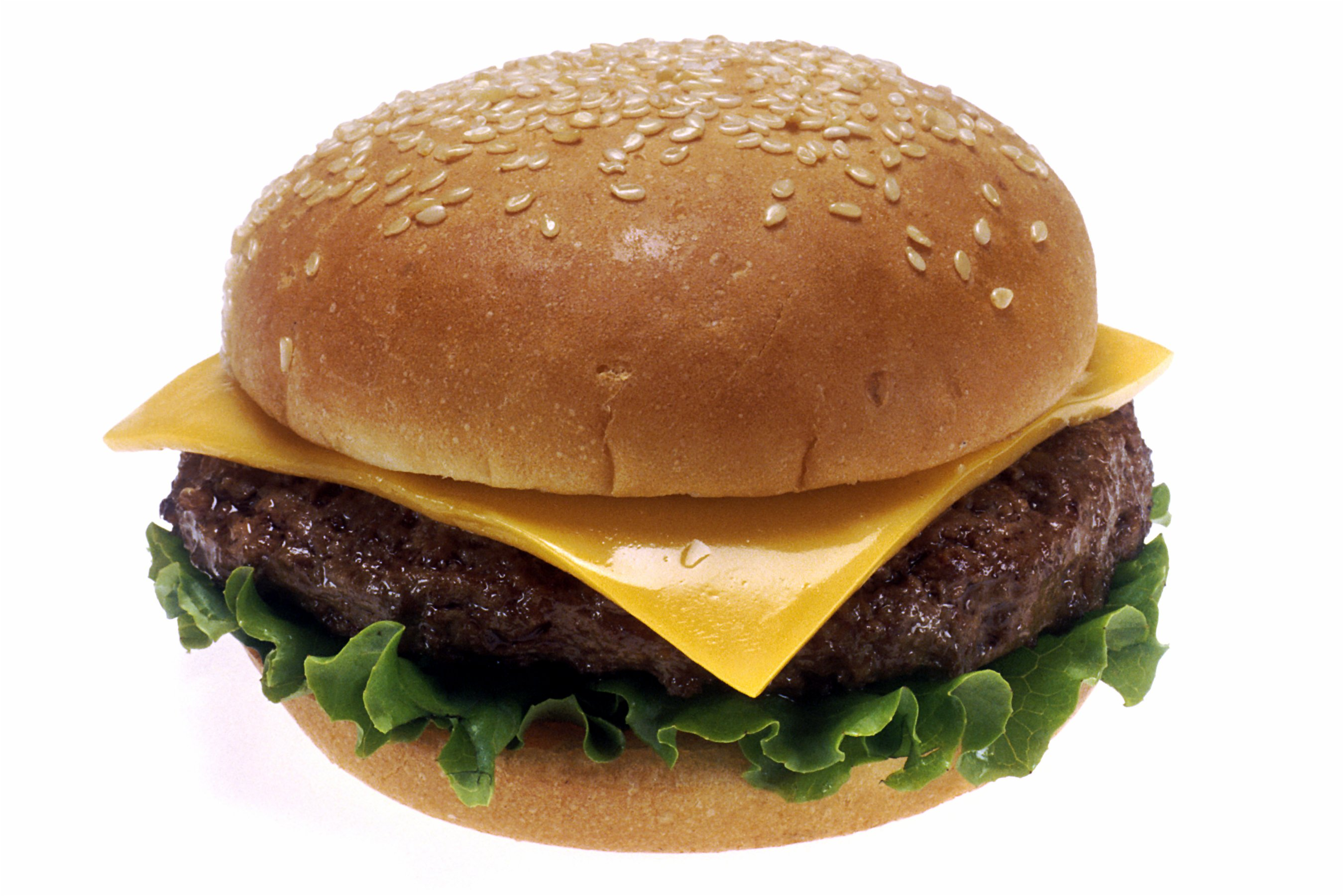
Cheeseburger

Cheeseburger – hamburger z dodanym żółtym serem.

## Historia

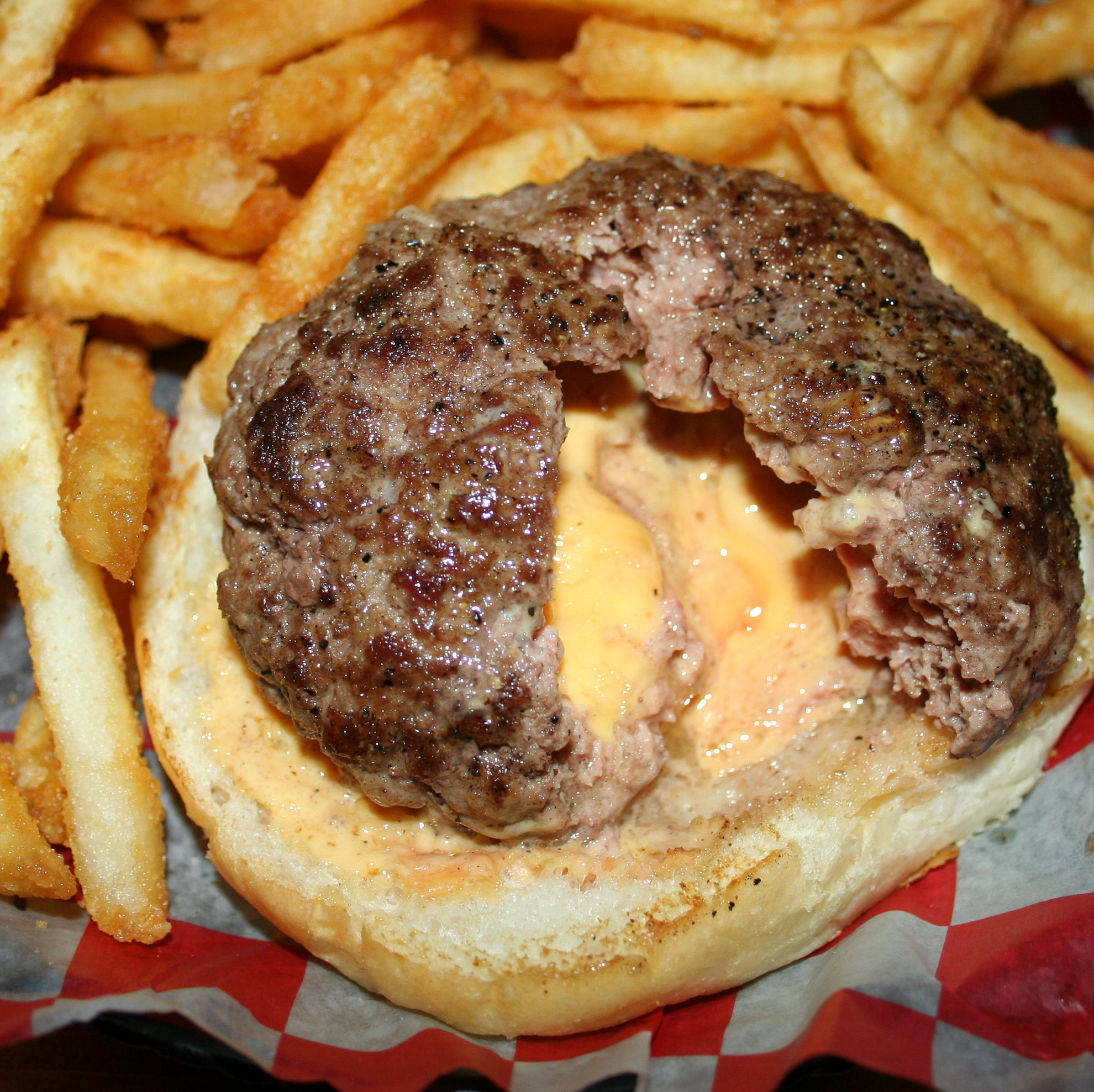
Jucy Lucy z frytkami.

Pierwszego cheeseburgera stworzył w 1924 r. Lionel Sternberger, który wrzucił plasterek sera na rozgrzanego na grillu hamburgera.

## Odmiany
Istnieje wiele odmian cheeseburgera, jedną z nich jest Jucy Lucy – cheeseburger, w którym ser umieszczony jest wewnątrz kawałka mięsa.